# Al-Mutadid (Abbasside)
Pour les articles homonymes, voir Al-Mutadid.
Abû al-`Abbâs “al-Muʿtadhid bi-llah” Ahmad ben Tâha al-Muwaffaq ben Jaʿfar al-Mutawakkil, surnommé Al-Muʿtadhid est né en 857. Il est le petit-fils du calife Ja`far al-Mutawakkil, et a succédé à son oncle Al-Mu`tamid comme calife abbasside en 892. Il est mort en 902 et son fils Al-Muktafi lui a succédé.
Al-Mu'tadid est le fils d'Al-Muwaffak qui agit en tant que régent et calife de facto sous le règne de son frère, Al-Mutamid. Comme prince, Al-Mutadid participe à différentes campagnes militaires, notamment la répression de la révolte des Zanj en 869, dans laquelle il joue un rôle important. À la mort d'Al-Muwaffaq en juin 891, Al-Mutadid le remplace comme régent. Il met rapidement de côté son cousin et héritier al-Muwaffad et, à la mort d'Al-Mutadmid en octobre 892, il lui succède sur le trône. Comme son père, le pouvoir d'Al-Mutadid dépend largement de ses relations avec l'armée. Il les a forgées dans un premier temps à l'occasion des campagnes contre les Zanj avant de les renforcer dans les campagnes ultérieures qu'il mène en personne. De tous les califes abbassides, Al-Mutadid est le plus actif militairement. Par son énergie et son habileté au pouvoir, il parvient à restaurer le pouvoir des Abbassides sur des provinces perdues lors des troubles des décennies précédentes.
Au cours d'une série de campagnes, il reconquiert les provinces de la Jazira, de la Thugur (la zone frontalière avec l'Empire byzantin) et de la Jibal. En outre, il se rapproche des Saffarides en Orient et des Toulounides en Occident, s'assurant de leur reconnaissance de la suzeraineté abbasside, qui reste toute nominale. Il acquiert ses succès en détournant la plupart des ressources impériales vers l'entretien de l'armée. De ce fait, l'administration fiscale gagne en influence, entretenant la réputation durable d'avarice du calife. Ce dernier est aussi connu pour sa cruauté dans le traitement des criminels et des chroniqueurs ultérieurs rapportent son usage immodéré de la torture. Enfin, il rétablit le siège de la capitale à Bagdad où il engage des constructions importantes. Bien que partisan résolu de l'orthodoxie sunnite, il maintient de bonnes relations avec les Alides et s'intéresse aux sciences naturelles, renouvelant le soutien du califat aux érudits et aux scientifiques.
En dépit de ses succès, le règne d'Al-Mutadid est trop court pour avoir un effet durable sur le destin du califat. Plus encore, le renouveau abbasside qu'il promeut dépend trop de sa personne et, plus largement, de la présence d'un calife compétent à la tête de l'Etat. Le règne de son fils, Al-Muktafi, moins compétent, voit encore des réussites notables. Le califat annexe ainsi les terres toulounides. Toutefois, les califes qui lui succèdent manquent d'énergie alors que de nouveaux adversaires apparaissent, comme les Qarmates. Enfin, les conflits entre factions au sein de la bureaucratie, déjà présents à la fin du règne d'Al-Mutadid, contribuent à affaiblir le gouvernement abbasside. Le califat finit par être mis sous la coupe de chefs militaires jusqu'à la prise de Bagdad par les Bouyides en 946.

## Jeunesse et ascension sur le trône
Al-Mutadid, né Ahmad, est le fils d'Al-Muwaffak, l'un des fils du calife Al-Mutawakkil et d'une esclave byzantine du nom de Dirar. La date exacte de sa naissance est inconnue. Lors de son arrivée au pouvoir, les indications sur son âge divergent, certaines sources lui donnant trente-et-un ans et d'autres trente-huit, soit une naissance en 854 ou en 861. En 861, Al-Mutawakkil est assassiné et débute alors une période de troubles internes, connue sous le nom d'anarchie de Samarra. Elle dure jusqu'en 870 avec l'arrivée au pouvoir d'Al-Mutamid, un oncle d'Al-Mutadid. Toutefois, la réalité du pouvoir est détenue par les troupes d'élite turques et le propre père d'Al-Mutadid qui, en tant que général en chef, sert d'intermédiaire entre le calife et les Turcs. C'est là qu'il gagne le titre honorifique d'Al-Muwaffaq. En 882, il consolide son pouvoir après avoir arrêté Al-Mutamid dans une tentative de fuite vers l'Egypte et l'avoir confiné dans sa résidence.
L'autorité du calife dans les provinces décline fortement lors de l'anarchie de Samarra. De ce fait, dans les années 870, le califat ne contrôle plus que l'Irak et ses alentours proches. En Occident, l'Egypte est tombée entre les mains d'Ahmad ibn Touloun, qui se dispute le contrôle de la Syrie avec Al-Muwaffaq. Quant au Khorasan et à la plupart de l'Orient islamique, il est désormais contrôlé par les Saffarides au détriment des Tahirides, loyaux envers les Abbassides. La péninsule arabique est livrée aux rivalités entre les seigneurs locaux et les Zaydites s'emparent du Tabaristan. En Irak même, la rébellion des esclaves Zenj menace Bagdad, tandis que plus au sud, les Qarmates représentent une menace grandissante. La régence d'Al-Muwaffaq s'apparente alors à une lutte continuelle pour préserver le califat de l'effondrement complet. Il ne peut reprendre l'Egypte et la Syrie des mains d'Ibn Touloud et doit le reconnaître comme seigneur héréditaire de ces terres. Toutefois, il parvient à empêcher l'écroulement de l'autorité califale en Irak en repoussant une invasion saffaride sur Bagdad. Enfin, il soumet les Zenj au terme d'une longue lutte.

### Règne d'Al-Muta`did
Avant la mort du calife, Al-Muta`did avait déjà le pouvoir suprême. Il continua à gouverner efficacement.

#### Relations avec les Toulounides
La politique extérieure d'Al-Mutadid, mélange de force et de diplomatie, s'incarne dans ses relations avec les Toulounides, les vassaux les plus puissants des Abbassides. Au cours de l'automne 893, Al-Mutadid reconnaît et confirme Khumarawayh à son poste d'émir autonome d'Egypte et de Syrie. En échange, il doit payer un tribut annuel de 300 000 dinars en plus de 200 000 dinars d'arriérés. Enfin, il récupère le contrôle des deux provinces de la Jazira que sont le Diyar Rabi'a et le Diyar Mudar. Pour sceller ce pacte, Khumarawayh marie sa fille Qatr al-Nada avec l'un des fils d'Al-Mutadid, avant que ce dernier ne décide d'en faire sa propre femme. La mariée emmène avec elle une dot d'un million de dinars, considéré comme le cadeau de mariage le plus somptueux de l'histoire arabe médiévale. Son arrivée à Bagdad est marquée par le luxe et l'extravagance de sa suite, par comparaison avec la sobriété d'une cour califale appauvrie.
Toutefois, Qatr al-Nada meurt peu après le mariage et l'assassinat de Khumarawayh en 896 laisse les terres toulounides dans un état d'instabilité, entre les mains des fils mineurs du défunt émir. Al-Mutadid profite de la situation pour étendre son pouvoir sur les émirats frontaliers de la région de Thoughour. Selon Michael Bonner, il rétablit après une longue interruption la prérogative califale d'organiser les expéditions estivales contre l'Empire byzantin et de défendre les terres musulmanes contre celui-ci. Plus encore, pour renforcer la position nouvellement retrouvée du califat, Haroun ibn Khumarawayh, nouveau chef des Toulounides, doit faire plusieurs concessions. Il laisse aux Abbassides toute la Syrie au nord d'Homs et doit payer un tribut annuel dont la somme s'élève désormais à 450 000 dinars. Lors des années qui suivent, le désordre interne croissant au sein des derniers territoires toulounides et la menace grandissante des Qarmates poussent de nombreux partisans des Toulounides à se tourner vers le califat.

#### Dans le Khorasan
Le samanide Ismail Ier bat le Saffâride `Amr ben Layth (901). Il fut envoyé à Bagdad et emprisonné puis exécuté sur l’ordre d’Al-Muta`did sur son lit de mort. Il fut forcé de restituer le Khorasan, et les Saffârides furent par la suite essentiellement confinés à la région du Sistan, leur rôle étant réduit à ceux de vassaux des Samanides et de leurs successeurs.
Les émirs Samanides continuaient de se considérer comme accrédités par Bagdad. Mais le pouvoir de Bagdad au-delà des frontières de l’Irak était plutôt théorique. En fait les Samanides se faisaient les hérauts de l’indépendance de la Perse.
Les Zaydites du Tabaristan sont vaincus par les Samanides (900). Une partie d’entre eux se réfugie dans le Gilan. L’autorité du calife ne va pas au-delà de Ray vers l’Est. Les Zaydites reviendront temporairement au Tabaristan en 913.

#### En Irak
Le calife a mené de longues campagnes contre le kharidjisme encore répandu dans tout l’Irak.
Finalement la région a retrouvé un peu d’ordre, alors qu’elle avait été longtemps le théâtre des affrontements entre bandes de bédouins rebelles et de la rivalité entre les troupes égyptiennes et les troupes impériales.

### Administration
Al-Muta`did a été un prince courageux et énergique. Il a été tolérant envers les descendants d’`Alî. Il ne s’est pas opposé aux aides financières que l’émir du Tabaristan leur envoyait. Il aurait cependant préféré que ce soit fait ouvertement.
Il a été moins juste avec les descendants des Omeyyades. Il prononçait l’anathème contre eux au cours des prières publiques. Il avait un registre contenant le récit de tous leurs méfaits et interdisait que l’on fasse la moindre mention favorable à leur égard.
Al-Muta`did a été aussi cruel dans ses punitions. Certaines n’ont pas été dépassées en cruauté par ses successeurs. Un Zendj qui avait été pardonné a été repris pour des trafics avec l’armée. Il a été ligoté sur poteau et roussi au feu, puis descendu pour être décapité et son cadavre empalé sur le grand pont de Bagdad. Le chef des Kharidjites de Mossoul, qui était tombé aux mains du calife par trahison, fut exhibé dans Bagdad vêtu d’une robe de soie (Les kharidjites considèrent que porter des vêtements de soie est une faute) et il a été crucifié. Un autre a été dépecé vivant « comme un mouton ».
Après un règne de près de dix années Al-Muta`did est mort. C'est Al-Muktafi, le fils qu'il a eu d'une esclave turque, qui lui a succédé.